# Nephelea arborea
Nephelea arborea là một loài dương xỉ trong họ Cyatheaceae. Loài này được Sehnem in Reitz mô tả khoa học đầu tiên năm 1978.
Danh pháp khoa học của loài này chưa được làm sáng tỏ. 